# Acupalpus suturalis
Acupalpus suturalis är en skalbaggsart som beskrevs av Pierre François Marie Auguste Dejean 1829. Acupalpus suturalis ingår i släktet Acupalpus, och familjen jordlöpare. Arten har ej påträffats i Sverige.